# 春日於保貝
春日 於保貝（かすが の おほがい、生没年不詳）は、古墳時代の豪族。姓は臣。於保貝臣とも表記される。春日人華の孫である。